# Nowe Grabie (powiat wołomiński)
Nowe Grabie – wieś w Polsce położona w województwie mazowieckim, w powiecie wołomińskim, w gminie Wołomin. Ma status sołectwa.
W latach 1975–1998 miejscowość należała administracyjnie do województwa warszawskiego.
Wierni Kościoła rzymskokatolickiego należą do parafii Matki Bożej Nieustającej Pomocy w Duczkach.